# Тляумбетово
Тляумбетово (баш. Теләүембәт) — деревня в Кугарчинском районе Республики Башкортостан Российской Федерации. Входит в состав Тляумбетовского сельсовета. До 1920 года — волостной центр Бушман-Суун-Каракипчакской волости.

## География
Рядом с д. Тляумбетово протекает р. Накас и р. Канлы булэк. Тляумбетово так же находится возле гор, самую высокую из которых называют Маяк-тау. Деревню окружают многочисленные красочные пейзажи, поля, леса и рощицы.

### Географическое положение
Расстояние до:
- районного центра (Мраково): 42 км,
- центра сельсовета (Таваканово): 10 км,
- ближайшей ж/д станции (Мелеуз): 68 км.

## Население
| 2002 | 2009 | 2010 |
| ---- | ---- | ---- |
| 460  | ↗473 | ↘384 |

Национальный состав
Согласно переписи 2002 года, преобладающая национальность — башкиры (88 %).

## Известные уроженцы
- Идельбаев, Габдулла Сафаргалиевич (1893—1918) — деятель Башкирского национального движения.
- Сайранова (Фаррахова) Сарвар Файзрахмановна (1918—2006) — кавалер ордена Знак Почета, Заслуженная артистка БАСРР, режиссёр Башкирского народного театра города Ишимбая.
- Хасанов, Гали-Ахмед Вали-Мухамедович (1894—?) — участник башкирского национального движения, государственный деятель Башкирской АССР[5].

## Инфраструктура
Личное подсобное хозяйство с зоной сельскохозяйственного использования, индивидуальная застройка усадебного типа.
Основа экономики — сельское хозяйство.
Отделение почтовой связи  453334, школа.

## Транспорт
Остановка общественного транспорта «Тляумбетово».